# Uapaca paludosa
Uapaca paludosa là một loài thực vật có hoa trong họ Diệp hạ châu. Loài này được Aubr�v. & Leandri miêu tả khoa học đầu tiên năm 1935.